# Aero Portuguesa
Aero Portuguesa (AP) – były to pierwsze linie lotnicze w Portugalii, które wykonywały regularne połączenia.
AP istniało od 1934 do 1953 roku, kiedy to zostały przyłączone do TAP Portugal.
AP zostało utworzone z głównym celem, jakim było zapewnienie regularnego połączenia lotniczego między Portugalią, Maroko i Brazylią. Loty z Lizbony do Casablanki i Tanger rozpoczęły się w 1934 roku, a loty między Lizboną i Brazylią rozpoczęły się w roku 1936. Było też planowane utworzenie tras między Lizboną, Madrytem i Paryżem, między portugalskimi koloniami Gwinei i Zielonego Przylądka a między francuskim Kongo i portugalską kolonią Angoli, ale początek II wojny światowej na to nie pozwolił.
Podczas II wojny światowej, AP zyskał znaczenie jako jedyna firma w kraju neutralnym, która uzyskała zezwolenie na loty na terytorium działań wojennych. Dodatkowo AP stało się jedynym przewoźnikiem oferującym loty z Europy do Afryki Północnej. Loty te były używane przez wielu uchodźców z Europy, którzy szukali schronienia w Tangerze. Trasa AP z Lizbony do Casablanki stała się znana na całym świecie z filmu Casablanca z Humphrey Bogart i Ingrid Bergman.

## Flota
- Wibault 283-T
- Junkers Ju 52
- Fokker F.VII
- Lockheed Lodestar
- Farman